# Volo US-Bangla Airlines 211
Il volo US-Bangla Airlines 211 era un collegamento di linea della compagnia aerea bengalese US-Bangla Airlines, la cui tratta copriva l'aeroporto Internazionale di Dacca-Hazrat Shahjalal e l'aeroporto Internazionale Tribhuvan. Il 12 marzo 2018, il Bombardier Q400 che operava il volo si è schiantato durante l'atterraggio all'aeroporto di destinazione, causando la morte di 51 persone, mentre i sopravvissuti sono stati 20.

## L'aereo
Il velivolo coinvolto nell'incidente era un Bombardier Q-400. Costruito nel 2001, era stato acquistato da Scandinavian Airlines che lo aveva ceduto ad Augsburg Airways nel 2008 per passare a US-Bangla Airlines nel 2014. Nel 2015 era già stato coinvolto in un incidente senza vittime all'aeroporto di Saidpur, quando uscì di pista durante un atterraggio in avverse condizioni meteorologiche.

## Passeggeri ed equipaggio
L'aeromobile trasportava 65 passeggeri adulti, 2 bambini e 4 membri d'equipaggio, per un totale di 71 a bordo. Dei passeggeri, 33 provenivano dal Nepal, 32 dal Bangladesh, uno dalla Cina e uno dalle Maldive. Tutti i membri dell'equipaggio erano del Bangladesh. Rimasero uccisi nell'incidente 51 tra passeggeri e membri dell'equipaggio: 22 Nepalesi, 28 Bengalesi e un Cinese. La maggior parte dei nepalesi uccisi nello schianto erano studenti di medicina che stavano tornando a casa durante una pausa dalla scuola. In 20 sopravvissero con gravi ferite.
Il comandante del volo era il 52enne Abid Sultan, ex pilota dell'Aeronautica Militare del Bangladesh. Aveva 22 anni di esperienza con oltre 5.500 ore di volo, delle quali 1.700 nel Q400. Era stato assunto da US-Bangla nel 2015 ed era stato anche istruttore per la Compagnia. Aveva esperienza nel volare a Kathmandu, infatti lì aveva eseguito più di 100 atterraggi. Si era dimesso dalla compagnia aerea prima del volo, ma, come parte del codice di condotta, gli era stato richiesto di continuare a lavorare fino all'effettivo licenziamento. Sopravvissuto inizialmente all'impatto, morì il giorno seguente a causa delle ferite riportate.
Il primo ufficiale era la 25enne Prithula Rashid, la prima pilota donna della Compagnia. Era stata assunta nel luglio 2016 e aveva un totale di 390 ore di esperienza di volo, di cui 240 nel Q400. Era la prima volta che volava a Kathmandu. Perì a causa delle lesioni riportate, descritte come ferite da forza contundente alla testa.
I due membri dell'equipaggio di cabina, Khwaza Hossain Mohammad Shafi e Shamim Akter, morirono dopo l'incidente.

## L'incidente
Il volo US-Bangla 211 decollò dall'aeroporto di Dacca con 67 passeggeri e 4 membri dell'equipaggio alle 12.52 locali.
Alle ore 14.01 locali il Bombardier Q400 era in vista dell'Aeroporto Internazionale Tribhuvan. La principale causa dell'incidente fu un fraintendimento tra la torre di controllo e i piloti. La torre di controllo autorizzò l'aeromobile ad atterrare sulla pista 2, ma avvertì l'equipaggio che si stavano dirigendo verso la numero 2-0. Subito dopo altri due controllori presero controllo delle comunicazioni senza sapere cosa l'aeromobile stesse facendo. Da notare che il Bombardier Q400 era in prossimità di un Airbus A320 in atterraggio sulla pista 2. Dopo che quest'ultimo ebbe liberato la pista, i controllori presero la decisione finale di autorizzare il Bangla 211 all'atterraggio su entrambe le piste. Durante l'ultima comunicazione, ricevuta alle 14.13 locali, il comandante chiese conferma dell'autorizzazione sulla pista 2.
Alle ore 14.18 locali il Bombardier Q400 atterrò sulla pista 2, sbandando sulla destra, finendo in un campo da calcio e distruggendo le recinzioni di protezione.
Alle ore 14.23 locali l'aeromobile prese fuoco. I testimoni oculari sostennero che il velivolo non fosse correttamente allineato alla pista durante l'atterraggio. Questo fatto comportò uno sbandamento che lo fece uscire dalla pista. I pompieri impiegarono circa 15 minuti per spegnere l'incendio e soccorrere i sopravvissuti. 49 persone morirono sul colpo e altre 2 in ospedale.

## Conseguenze
L'aereo venne consumato dalle fiamme in pochi secondi e il personale dell'aeroporto inviò immediatamente i soccorsi. I camion dei vigili del fuoco arrivarono sul luogo dell'incidente in due minuti e dovettero spegnere le fiamme trovate sul loro cammino prima di poter raggiungere il velivolo. Impiegarono 15 minuti a spegnere le fiamme. L'aeroporto venne chiuso per tre ore e i voli in arrivo furono dirottati verso altri aeroporti. A marzo 2019, un anno dopo l'incidente, il relitto dell'aeromobile era ancora accanto alla pista dell'aeroporto.
22 passeggeri sopravvissero all'impatto e al successivo incendio e furono portati agli ospedali locali. Due di loro morirono in seguito per le loro ferite. La sopravvivenza fu più alta sul lato destro o vicino alla parte anteriore dell'aeromobile, poiché i passeggeri sul lato sinistro furono probabilmente uccisi direttamente dalle forze d'urto. Molte delle vittime furono ustionate a tal punto da non essere riconoscibili; per poterle identificare, fu richiesto il test del DNA. A tutt'oggi, risulta essere il disastro aereo con più vittime che abbia coinvolto una Compagnia aerea del Bangladesh e un Bombardier Dash 8 Q400.
Nei giorni seguenti, il primo ministro nepalese Khadga Prasad Oli visitò il luogo dell'incidente e annunciò che fosse in corso un'indagine. Imran Asif, Amministratore Delegato di US-Bangla Airlines, disse ai giornalisti che l'opinione iniziale della Compagnia era che l'incidente fosse stato causato dalle indicazioni fuorvianti da parte dei controllori di volo, inducendo il comandante a tentare di atterrare sulla pista sbagliata, dubitando quindi che ci fosse qualche negligenza da parte dei piloti. Un portavoce della Compagnia Aerea insistette sul fatto che i Governi del Bangladesh e del Nepal avrebbero dovuto collaborare all'inchiesta al fine di «avviare un'indagine equa e trovare il vero motivo dietro l'incidente». Rispondendo alle prime notizie, la Compagnia aerea negò che il volo fosse il primo verso Kathmandu. In dichiarazioni successive, la Compagnia dichiarò che avrebbe coperto le spese ospedaliere dei sopravvissuti e avrebbe pagato 25.000 USD ai familiari di ciascuno dei passeggeri deceduti.
Due giorni dopo l'incidente, US-Bangla Airlines sospese tutti i servizi verso Kathmandu per un periodo indefinito. Sarebbero dovuti riprendere a fine ottobre 2018, ma una fonte all'interno dell'Autorità per l'Aviazione Civile del Nepal dichiarò che fosse "altamente improbabile" che l'approvazione fosse concessa a causa delle numerose dichiarazioni critiche sulle operazioni dell'aeroporto che i dirigenti della compagnia aerea avevano fatto dopo l'incidente.
Poco dopo l'incidente, un'Agenzia di stampa locale pubblicò un video girato dai residenti di Kathmandu che mostrava l'aereo volare molto in basso nelle vicinanze dell'aeroporto. All'inizio del 2019, un secondo video emerse su siti di social media che mostravano filmati CCTV dell'aeroporto. Il secondo video mostrava l'aereo mancare per poco edifici e aerei parcheggiati e gli ultimi momenti del volo.

## Le indagini
Dopo l'incidente, il governo del Nepal formò una Commissione d'Inchiesta sull'incidente per determinarne le cause. La Commissione di 6 membri fu inoltre assistita dal Comandante Salahuddin Rahmatullah, capo del gruppo di indagine sugli incidenti aerei dell'Autorità per l'Aviazione Civile del Bangladesh, e Nora Vallée, investigatore senior del Comitato per la Sicurezza dei Trasporti del Canada, dove l'aeromobile è stato fabbricato.
La Commissione pubblicò una relazione preliminare il 9 aprile 2018. Il rapporto era una breve sinossi dell'incidente e affermava che l'aereo era atterrato 1.700 metri dopo la soglia della pista 20 in direzione Sud-Ovest prima di finire in un prato. I registratori erano stati recuperati e inviati al Consiglio per la sicurezza dei trasporti del Canada per le analisi, insieme ad altri componenti dell'aeromobile.
Il 27 agosto 2018, il quotidiano nepalese Kathmandu Post riferì che una fonte aveva svelato i dettagli dell'indagine ufficiale ancora in corso. La fonte affermava che la Commissione stava pianificando di assegnare la colpa per l'incidente al Comandante Abid Sultan, il quale fumava continuamente nella cabina di pilotaggio; aveva mentito alla torre di controllo durante l'atterraggio e si era comportato in modo irregolare. La compagnia aerea e il rappresentante del Bangladesh presso la commissione respinsero il rapporto del giornale come "privo di fondamento", affermando che la storia era piena di informazioni false, progettata per screditare la compagnia aerea e i suoi dipendenti.
Il rapporto di indagine finale, pubblicato il 27 gennaio 2019, concluse che il disorientamento del pilota e la mancanza di consapevolezza situazionale avessero portato allo schianto:
(Final report della Civil Aviation Authority of Nepal)
Il rapporto mostrava anche che Sultan avesse fatto molte dichiarazioni offensive nei confronti di una giovane pilota che aveva addestrato e che aveva messo in dubbio la sua reputazione di istruttore. La loro relazione è stata un importante argomento di discussione durante il volo. Parlava anche di una voce secondo cui lui e il pilota in formazione avevano intrapreso una relazione extraconiugale, che lo aveva costretto a dimettersi dalla compagnia. Nel dirlo, pianse e si chiese a voce alta dove sarebbe stato in grado di trovare un altro lavoro e dichiarò di essere stato così preoccupato che non aveva dormito la notte precedente. I registri mostrano che Rashid, la copilota, che era sul suo primo volo per Kathmandu e mostrò interesse a imparare ogni fase del volo, era un'ascoltatrice passiva della storia di Sultan.
L'unico rappresentante bengalese nel gruppo investigativo è stato pubblicamente critico nei confronti del rapporto finale, affermando che fosse stato escluso il fatto che i controllori del traffico aereo dell'aeroporto non avessero svolto correttamente le loro funzioni. Disse che i controllori avrebbero potuto fornire assistenza di navigazione ai piloti, una volta capito il disorientamento, ma non lo fecero. Disse che se i controllori lo avessero fatto, l'incidente avrebbe potuto essere evitato.

## Nella cultura di massa
L'incidente del volo 211 della US-Bangla Airlines è stato analizzato nel sesto episodio della ventunesima stagione del documentario Indagini ad alta quota, intitolato "Atterraggio a Kathmandu" e trasmesso dal National Geographic Channel il 26 aprile 2021.